# Surigao del Norte
Surigao del Norte is een provincie in het zuidoosten van de Filipijnen. De provincie omvat de noordoostelijke punt van het eiland Mindanao en enkele eilanden voor de kust, zoals Siargao, Bucas Grande en Nonoc, en maakt deel uit van regio XIII (Caraga). De hoofdstad van de provincie en tevens de enige stad is Surigao City. Surgigao del Norte heeft sinds de afscheiding van Dinagat Islands, in december 2006, een oppervlakte van 1936,9 km² en telde bij de census van 2015 ruim 485 duizend inwoners. Aangrenzende provincies zijn Dinagat Islands in het noorden, Surigao del Sur in het zuidoosten en Agusan del Norte in het zuidwesten. In het noordwesten vormt de Straat Surigao de scheiding met de provincie Southern Leyte en in het oosten ligt de Filipijnenzee.

## Geschiedenis
Op 18 september 1960 werd de provincie Surigao verdeeld in Surigao del Norte en Surigao del Sur. Op 2 december 2006 werd middels een referendum het voorstel om de zeven gemeenten op de Dinagat eilandengroep af te splitsen van Surigao del Norte goedgekeurd. De nieuwe provincie Dinagat Islands werd daarmee de 81e provincie van de Filipijnen.

## Geografie

### Bestuurlijke indeling
Surigao del Norte bestaat, sinds het afsplitsen van zeven gemeenten naar de provincie Dinagat Islands uit 1 stad en 20 gemeenten.

#### Stad
- Surigao City

#### Gemeenten
| - Alegria - Bacuag - Burgos - Claver - Dapa - Del Carmen - General Luna - Gigaquit - Mainit - Malimono | - Pilar - Placer - San Benito - San Francisco - San Isidro - Santa Monica - Sison - Socorro - Tagana-an - Tubod |

Deze stad en gemeenten zijn weer verder onderverdeeld in 335 barangays.

## Demografie
Surigao del Norte had bij de census van 2015 een inwoneraantal van 485.088 mensen. Dit waren 42.500 mensen (9,6%) meer dan bij de vorige census van 2010. Ten opzichte van de census van 2000 was het aantal inwoners gegroeid met 110.623 mensen (29,5%). De gemiddelde jaarlijkse groei in die periode kwam daarmee uit op 1,76%, hetgeen hoger was dan het landelijk jaarlijks gemiddelde over deze periode (1,72%).

De bevolkingsdichtheid van Surigao del Norte was ten tijde van de laatste census, met 485.088 inwoners op 1972,93 km², 245,9 mensen per km².

## Economie
Surigao del Norte is een arme provincie. Uit cijfers van het National Statistical Coordination Board (NSCB) uit het jaar 2003 blijkt dat 59,8% (12.998 mensen) onder de armoedegrens leefde. In het jaar 2000 was dit nog 51,3%. Daarmee staat Surigao del Norte 5e op de lijst van provincies met de meeste mensen onder de armoedegrens. Van alle 79 provincies staat Surigao del Norte bovendien ook 5e op de lijst van provincies met de ergste armoede..